# Familjens jurist
Familjens Jurist är en juridisk byrå inom familjerätt, grundat i Göteborg 2002. 2012 fanns verksamhet med sammanlagt cirka 170 medarbetare på ett 35-tal platser i Sverige. 

## Ägarstruktur
Familjens Jurist är ett av Fonus ekonomisk förening helägt dotterbolag.  

## Familjens Jurist-stipendiet
2009 instiftades Familjens Jurist-stipendiet, till uppmuntran för studenter inom de juridiska fakulteterna i Lund, Stockholm, Göteborg, Uppsala och Umeå. Stipendiet delas ut årligen för bästa slutuppsats inom svensk och internationell familjerätt och socialrätt med barnrättslig inriktning.